# Tataryszki (rejon solecznicki)
Tataryszki (lit. Tatoriškės) − wieś na Litwie, w rejonie solecznickim, 9 km na północny zachód od Solecznik, zamieszkana przez 4 ludzi. Przed II wojną światową w Polsce, w powiecie wileńsko-trockim województwa wileńskiego.